# Sé de Évora
A Basílica Sé de Nossa Senhora da Assunção, mais conhecida por Sé Catedral de Évora ou simplesmente Sé de Évora, localiza-se em Évora, Portugal.
Apesar de iniciada em 1186 e consagrada em 1204, esta catedral de granito só ficou pronta em 1250. É um monumento marcado pela transição do estilo românico para o gótico, marcado por três majestosas naves. Nos séculos XV e XVI, a catedral recebeu grandes melhoramentos, datando dessa época o coro-alto, o púlpito, o baptistério e o arco da capela de Nossa Senhora da Piedade, também conhecida por Capela do Esporão, exemplar raro de arquitetura híbrida plateresca, datado de 1529. Do período barroco datam alguns retábuloss de talha dourada e outros melhoramentos pontuais nas decorações sumptuárias. Ainda no século XVIII a catedral foi enriquecida com a edificação da nova capela-mor, patrocinada pelo rei D. João V de Portugal, onde a exuberância dos mármores foi sabiamente conjugada com a austeridade romano-gótica do templo. Em 1930, por pedido do arcebispo de Évora, o papa Pio XI concedeu à catedral o título de basílica menor. Nas décadas seguintes foram efectuadas algumas obras de restauro, tais como a demolição das vestiarias do cabido, do século XVIII, (que permitiram pôr a descoberto a face exterior e as rosáceas do claustro) e o apeamento de alguns retábulos barrocos que desvirtuavam o ambiente medieval das naves laterais.
A Sé de Évora está classificada como Monumento Nacional desde 1907.

## Exterior

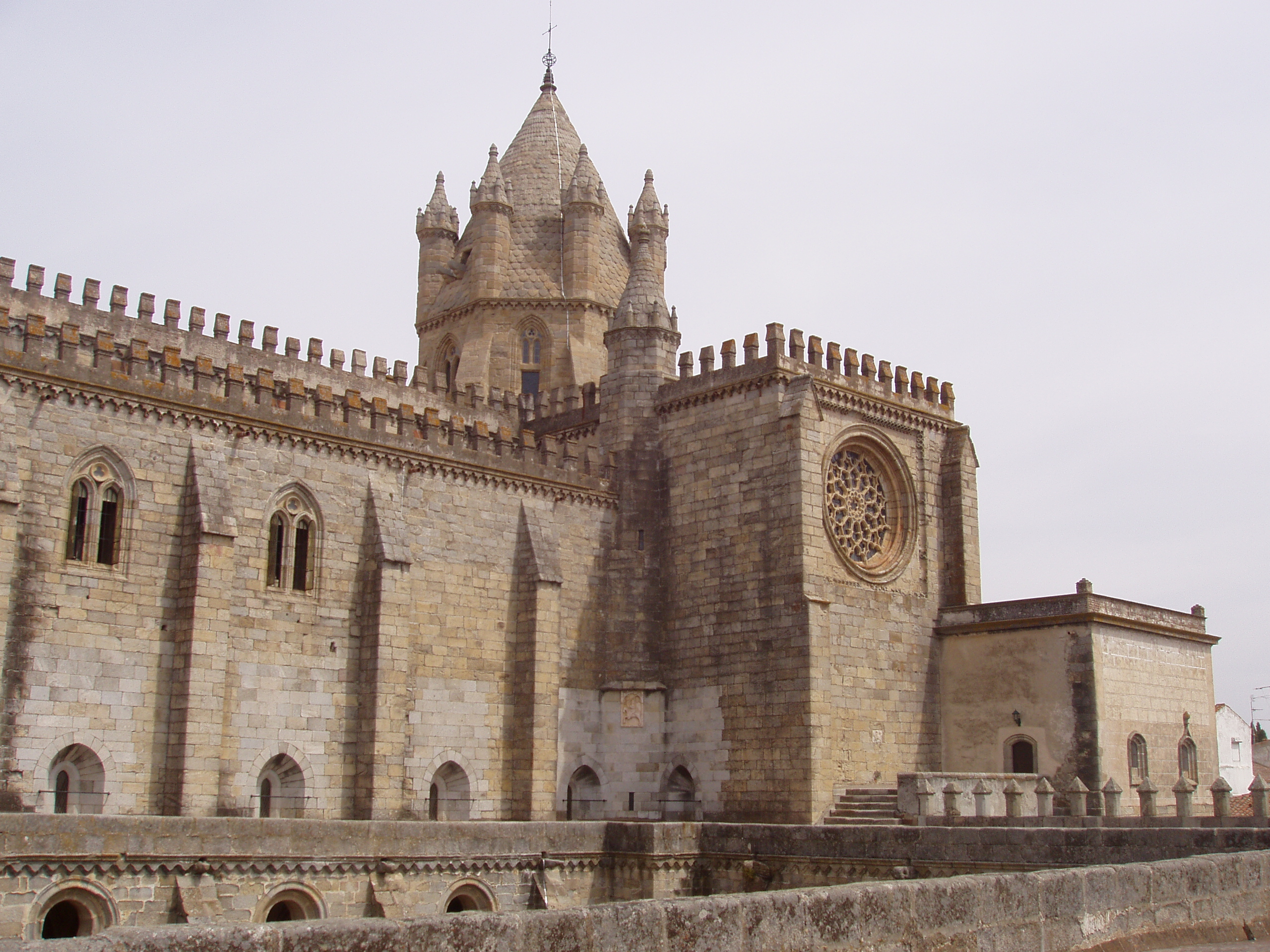
Catedral de Évora

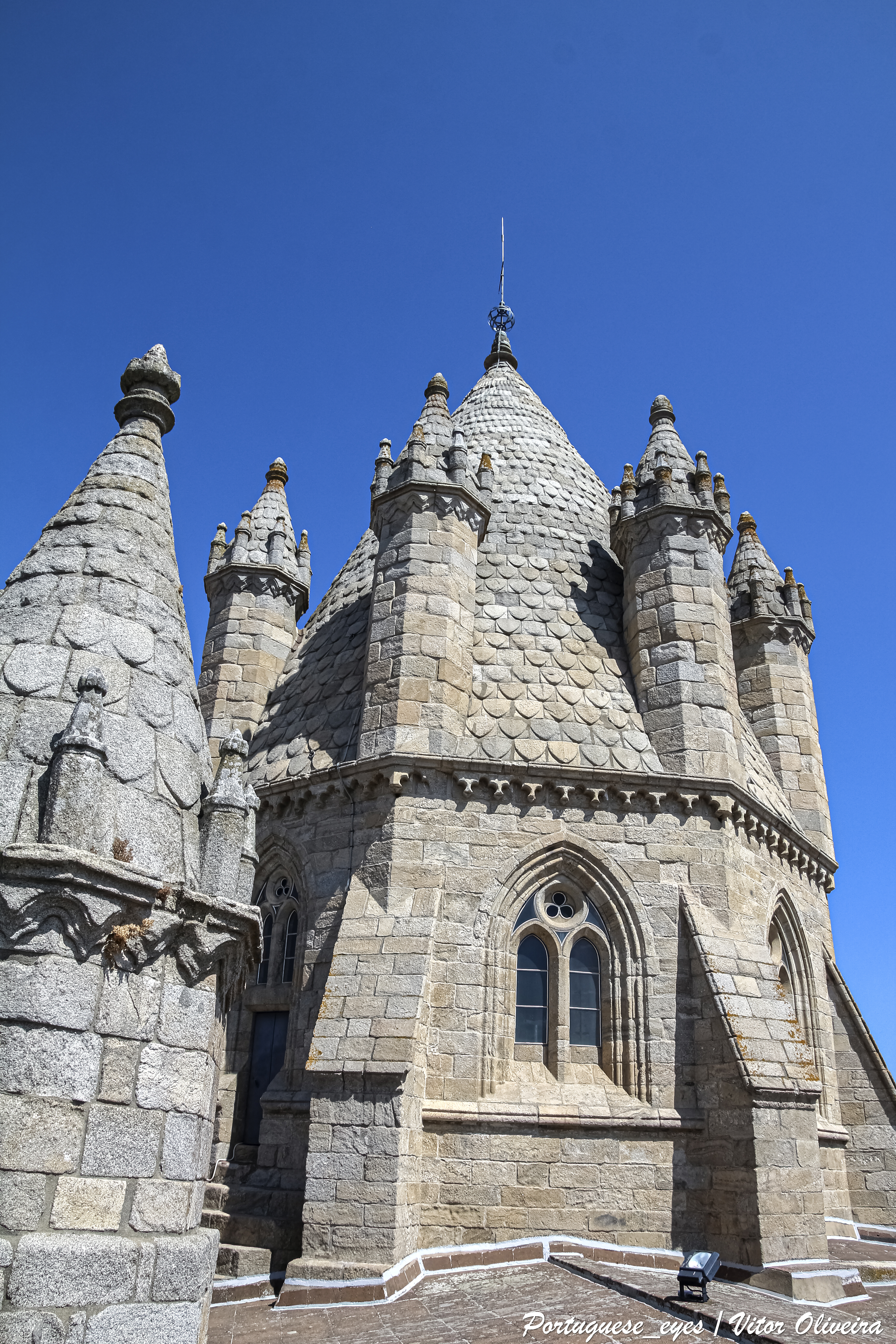
Zimbório medieval, dos mais notáveis da Península ibérica. A sua cúpula é cercada por seis pequenas torres, cada uma das quais é uma cópia da cúpula principal.

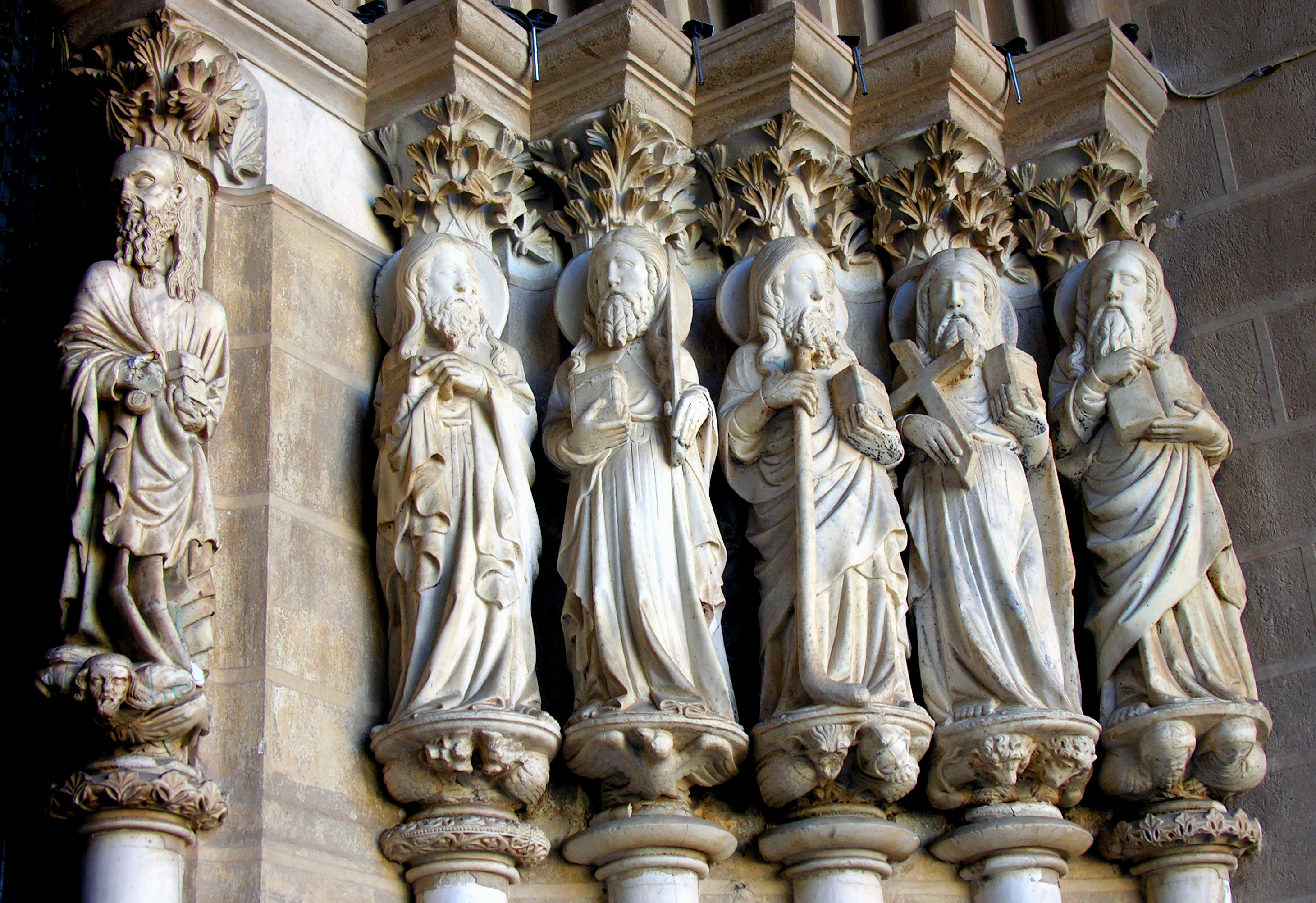
Apostolado do Pórtico

A fachada da catedral é flanqueada por duas torres, ambas do período medieval, sendo a torre do lado sul a torre sineira da catedral, cujos sinos há séculos marcam o passar das horas da cidade. Flanqueando o portal há soberbas esculturas de apóstolos, do século XIV (dez das quais atribuídas a Mestre Pero). O trecho arquitectónico mais emblemático do exterior é o zimbório, torre-lanterna do cruzeiro das naves erguida no reinado de D. Dinis, que é o ex-líbris da catedral e um dos trechos mais conhecidos da cidade. Além do pórtico principal há ainda mais duas entradas: a Porta do Sol, virada a sul, com arcos góticos e a Porta Norte, reedificada no período barroco.

## As naves

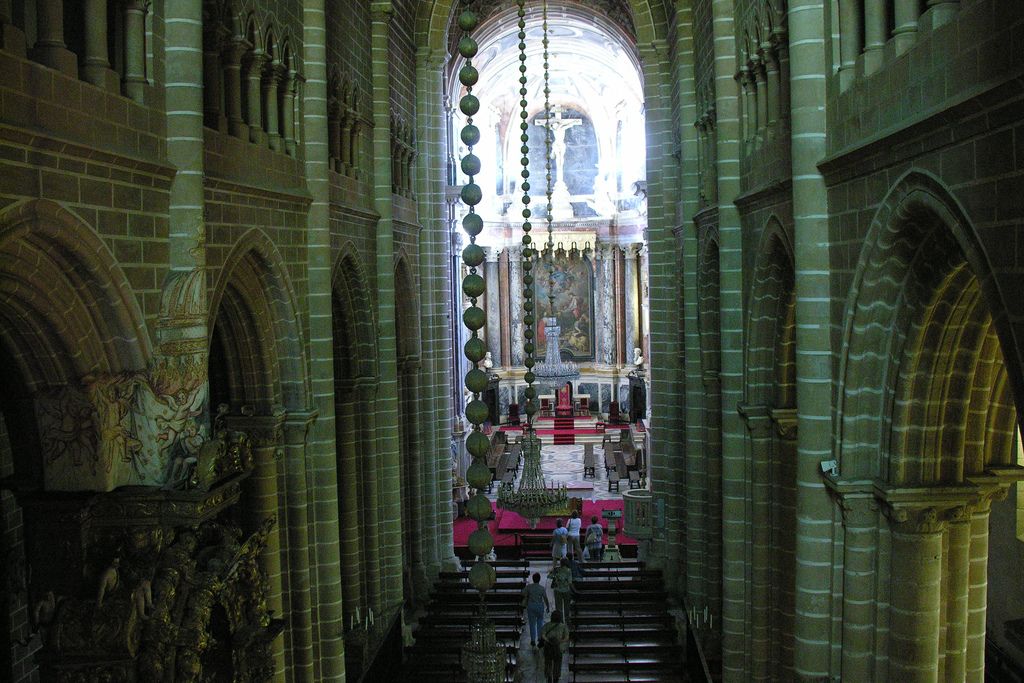
Vista das naves e capela-mor

O interior da catedral está distribuído em amplas três naves, com cerca de 80 metros de comprimento (trata-se da maior catedral portuguesa). Na nave central (a mais alta), está o altar de Nossa Senhora do Anjo (também chamada na cidade Senhora do Ó), em talha barroca, com as imagens góticas da Virgem, em mármore policromado e do anjo Gabriel. Ainda na nave central podem admirar-se o púlpito (em mármore) e o magnífico órgão de tubos (ambos do período renascentista). No transepto, abrem-se as antiquíssimas capelas de São Lourenço e do Santo Cristo (que comunica com a Casa do Cabido) e as Capelas das Relíquias e do Santíssimo Sacramento, ambas decoradas com opulentos adornos de talha dourada. Na nave esquerda, junto à entrada, abre-se o baptistério, fechado por belas grades férreas do período renascentista. No topo norte do transepto está o belo portal renascentista (atribuído a Nicolau de Chanterene) da Capela dos Morgados do Esporão (que nela tinham sepultura).

## Capela-Mor

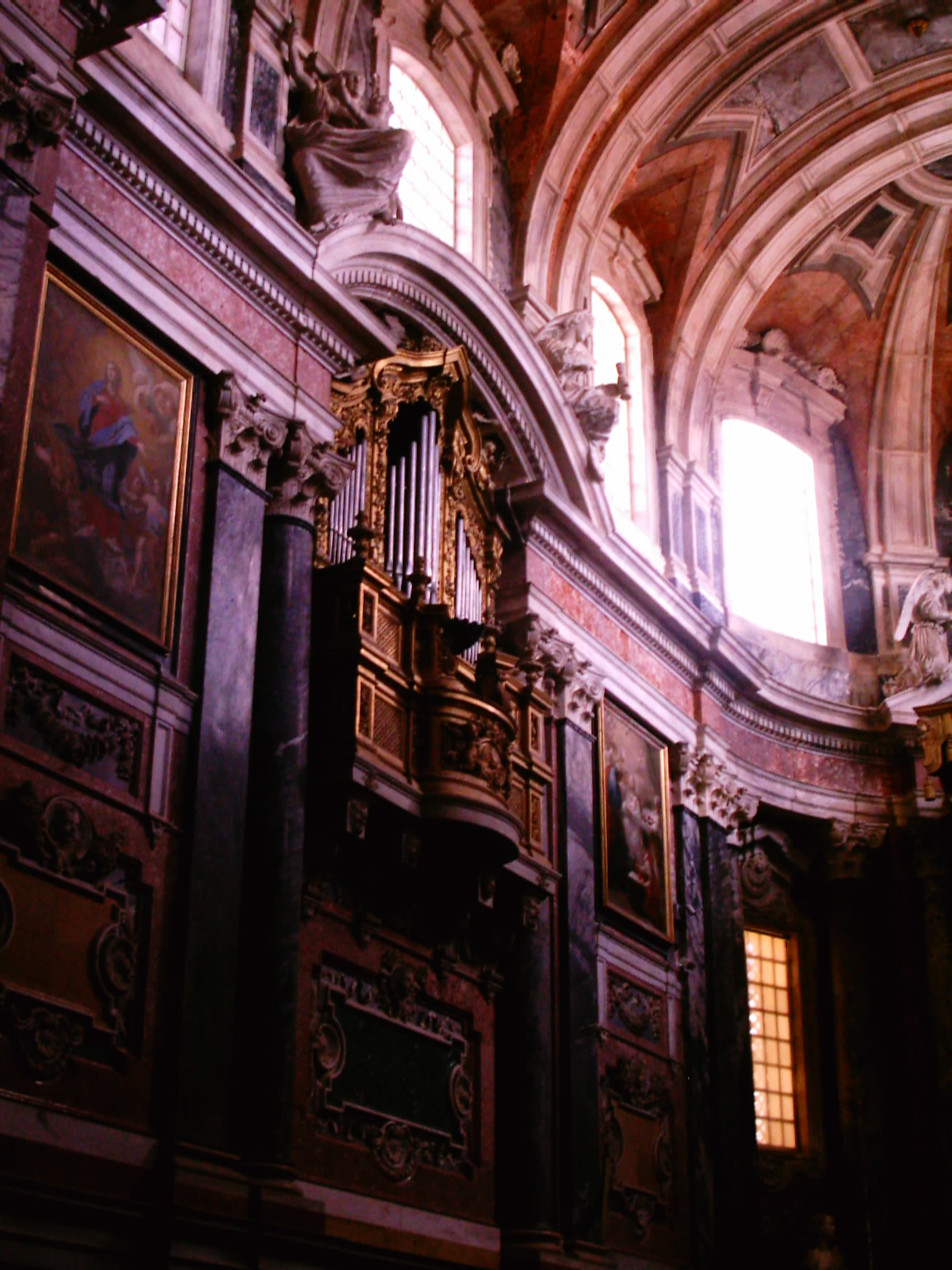
Vista dos mármores da Capela-mor

O altar do século XVIII e capela-mor em mármore são de J. F. Ludwig, mais conhecido por Ludovice, o arquitecto do Convento de Mafra. A edificação desta obra deveu-se à necessidade de espaço para os cónegos, visto que no século XVIII o esplendor das cerimónias litúrgicas exigia um maior número de clérigos. Assim, sacrificou-se a primitiva capela gótica cujo Políptico da Sé de Évora se pode hoje admirar no Museu de Évora. Nesta capela-mor se combinam mármores brancos, verdes e rosa (provenientes de Estremoz, Sintra e Carrara. Podem-se ainda admirar um belo Crucifixo da autoria de Manuel Dias, chamado o Pai dos Cristos, que encima a pintura de Nossa Senhora da Assunção (padroeira da Catedral), efectuada em Roma por Agostino Masucci, para além de estátuas alegóricas, dos bustos de São Pedro e São Paulo e ainda de um órgão de tubos da autoria do mestre italiano Pascoal Caetano Oldovini.

## Claustro

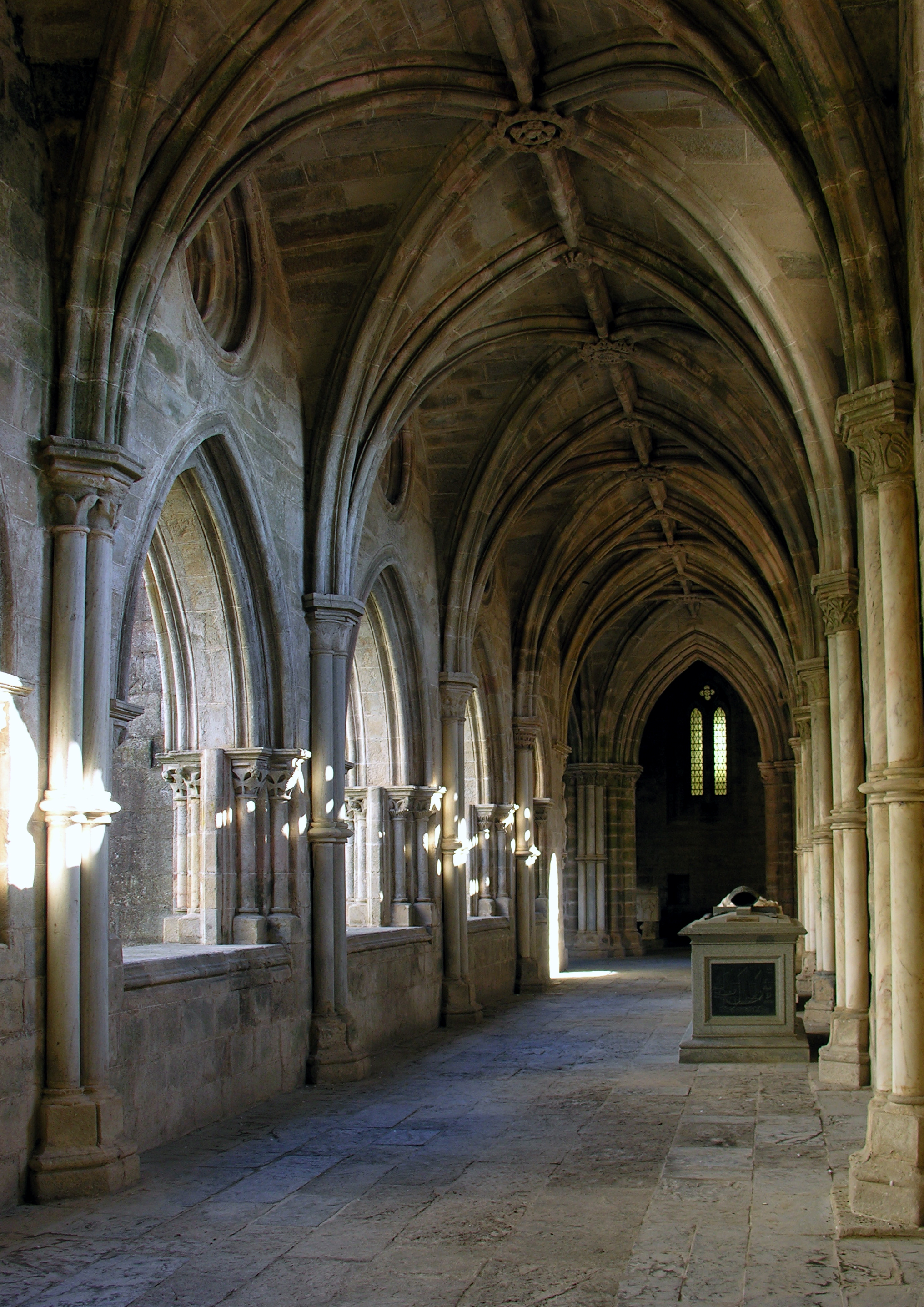
Ala sul do Claustro

Nos claustros, de cerca de 1325, há estátuas dos evangelistas em cada canto. O claustro, construído por ordem do bispo D. Pedro, é um belo exemplar gótico, enriquecido com rosáceas de decorações diversas. É ainda enobrecido pela capela funerária do bispo D. Pedro (fundador do claustro), cujo túmulo gótico ainda subsiste no centro da mesma. Recentemente foram colocados na ala sul do claustro dos túmulos dos arcebispos de Évora falecidos no século XX.

## Coro alto
O coro é fruto das obras efectuadas no período manuelino. Tem um valioso cadeiral de madeira de carvalho, onde estão esculpidas cenas mitológicas, naturalistas e rurais, datado de 1562.

## Tesouro e Museu de Arte Sacra
O tesouro abriga peças de arte sacra, nos domínios da paramentaria, pintura, escultura e ourivesaria. A mais curiosa é uma Virgem (Nossa Senhora do Paraíso) do século XIII, de marfim cujo corpo se abre para se tornar num tríptico com minúsculas cenas esculpidas: a sua vida em nove episódios. Entre outras peças podem-se ainda admirar a Cruz-Relicário do Santo Lenho (século XIV), o báculo do Cardeal D. Henrique (que foi arcebispo de Évora e rei de Portugal) e galeria dos arcebispos, onde estão retratados todos os prelados eborenses desde 1540 até à actualidade. Tanto o tesouro, como a galeria dos arcebispos integram o Museu de Arte Sacra da Catedral, aberto em 1983, aquando das comemorações do 8º centenário da Sé. O Museu encontra-se instalado, desde 22 de maio de 2009, no antigo Colégio dos Moços do Coro da Sé, edifício contíguo à Sé, que depois de remodelado, alberga as colecções de ourivesaria, paramentaria, pintura e escultura, que compõem o valioso Tesouro da Sé.

## Factos históricos
Vários grandes eventos religiosos estão associados a este templo. Diz-se que aqui foram benzidas as bandeiras da frota de Vasco da Gama em 1497. No cruzeiro está a capela tumular de João Mendes de Vasconcelos, emissário de D. Manuel I à corte de Carlos V em Castela na tentativa falhada de trazer de volta a Portugal Fernão de Magalhães, que então preparava em Sevilha a primeira viagem de circum-navegação do globo.
A Embaixada Tenshō, a primeira embaixada japonesa enviada à Europa, com destino a Roma, para se apresentar ao Papa, esteve na catedral e um deles tocou no órgão, que se tornou muito importante para a história japonesa.